# كوجي ديت
كوجي ديت (باليابانية: 伊達幸志) (و. 1987 – م) هو ممثل، ومغني، من اليابان، ولد في طوكيو.

## روابط خارجية
- كوجي ديت على موقع ميوزك برينز (الإنجليزية)